# Openclipart

Vecchio logo di Openclipart (in uso dal 2004 al 2013)

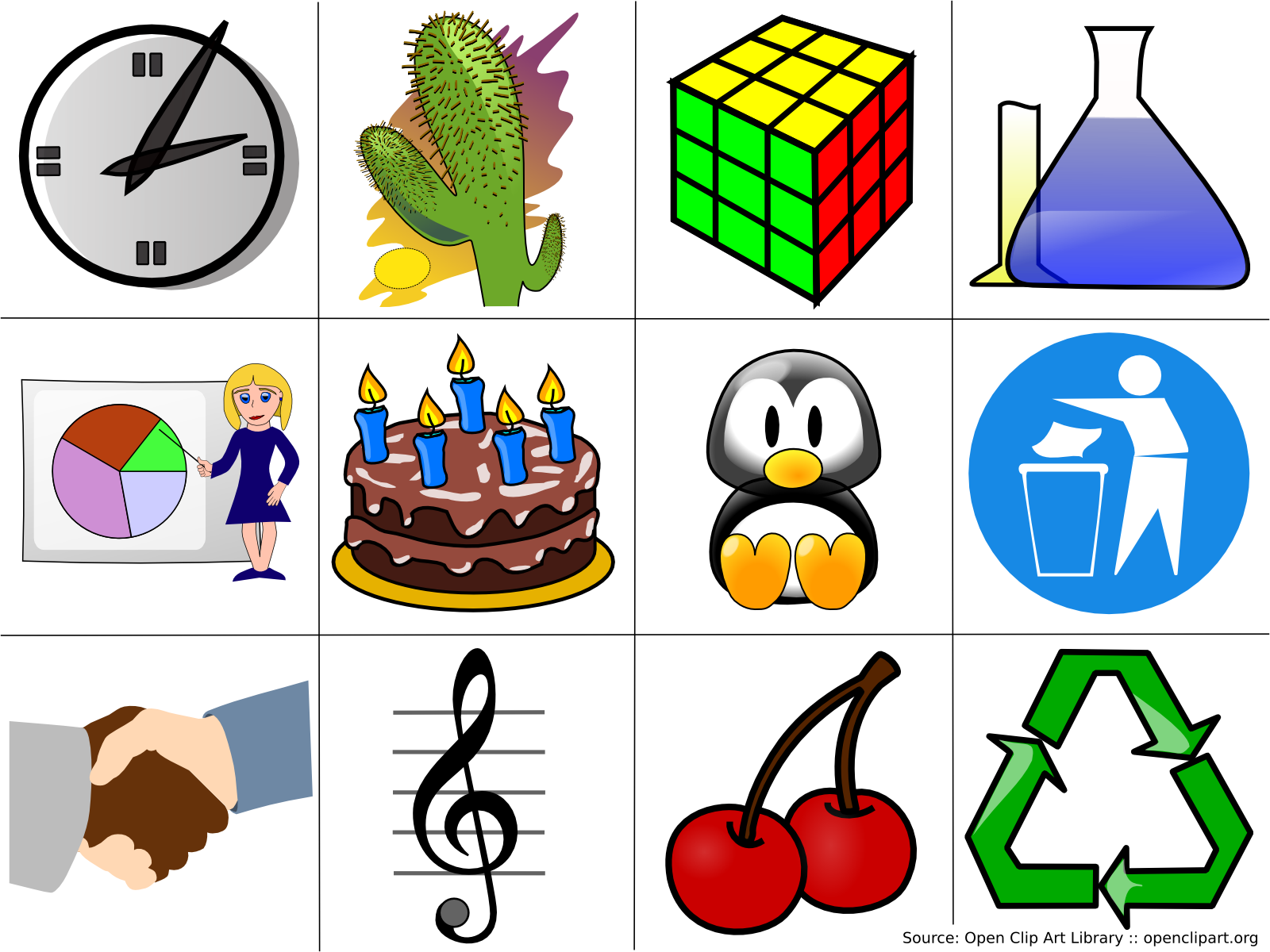
Esempi di clip art tratte da Openclipart

Openclipart (precedentemente nota come Open Clip Art Library) è una comunità virtuale rivolta alla collezione di clip art vettoriali a contenuto libero.

## Storia
Il progetto nacque nel 2004 dagli sviluppatori di Inkscape, Jon Phillips e Bryce Harrington, per agevolare la realizzazione e la condivisione delle immagini delle bandiere del mondo, ispirandosi al lavoro iniziato da Christian Schaller il 26 ottobre 2003 per la creazione di una collezione di bandiere create dagli utenti di Sodipodi; progressivamente, il progetto si estese anche alle clipart di altro tipo.
La versione 2.0 del progetto, pubblicata nel marzo 2010, introdusse un cambiamento a livello di CMS, col passaggio dal vecchio software ccHost al nuovo Aiki Framework (basato su licenza AGPL), consentendo a chiunque di compiere facilmente modifiche sul sito web. Alla realizzazione della nuova versione contribuirono, in particolare, Andy Fitzsimon, Bassel Safadi, Michi, Ronaldo Barbachano e Brad Philips.
La versione 3.0 ha introdotto, invece, la funzionalità dei "preferiti", che consente ai membri di tenere nota delle clip art più interessanti per loro, ed un'opzione di "image editing" che ha reso più semplice il remix delle immagini.
Il 15 aprile 2013 Openclipart ha aggiornato il design del proprio sito e cambiato il logo, ora rappresentato da un paio di forbici.
A dicembre del 2014, Openclipart ha raccolto i lavori di oltre 3.000 artisti, che hanno contribuito con oltre 60.000 clip art. Le immagini sono rilasciate nel pubblico dominio dai loro creatori, e sono realizzate nel formato Scalable Vector Graphics (SVG), spesso con anteprime scaricabili in formato Portable Network Graphics (PNG).
Dall'aprile 2019 il sito è rimasto chiuso in manutenzione fino a Dicembre 2019 .